# Czerwiec 2005 w sporcie
Zobacz też: Czerwiec 2005 · Zmarli w czerwcu 2005 · Czerwiec 2005 w Wikinews

## 19 czerwca2005
- Formuła 1 – W wyniku wycofania się stajni zaopatrywanych w opony przez francuską firmę Michelin na starcie do wyścigu stanęły tylko trzy zespoły: Ferrari, Jordan i Minardi, wszystkie zaopatrywane przez firmę Bridgestone. Łatwe zwycięstwo odniósł Michael Schumacher, a drugi był Rubens Barrichello. Czterej pozostali kierowcy, a równocześnie debiutanci w tym sezonie zarobili pierwsze punkty w karierze. Portugalczyk, Tiago Monteiro zdołał także stanąć na podium, ale już ze stratą jednego okrążenia do lidera.

## 18 czerwca2005
- Formuła 1 – Sobotni trening został zdominowany przez kierowców stajni McLaren. Pierwszy tym razem był jednak Kimi Räikkönen, a Juan Pablo Montoya musiał zadowolić się drugą pozycją. Za kierowcami stajni z Woking znalazł się zdobywca pole position do Grand Prix Kanady, Jenson Button.

## 17 czerwca2005
- Formuła 1 – W dwóch pierwszych treningach przed Grand Prix Stanów Zjednoczonych najszybszym okazał się Juan Pablo Montoya.

## 12 czerwca2005
- Formuła 1 – Kimi Räikkönen wygrał Grand Prix Kanady. 13 okrążeń przed końcem wyścigu na prowadzeniu znajdował się partner Fina, Juan Pablo Montoya, ale został on wykluczony z wyścigu po tym jak wyjechał z boksu w momencie gdy było to zabronione. Na podium znaleźli się także dwaj kierowcy Ferrari: Michael Schumacher i Rubens Barrichello. Był to do tej pory najlepszy występ kierowców włoskiej stajni w tym sezonie. Wyścigu nie ukończył Fernando Alonso, który dalej prowadzi w klasyfikacji kierowców.

## 11 czerwca2005
- Formuła 1 – Kimi Räikkönen uzyskał najlepszy czas podczas ostatnich treningów do Grand Prix Kanady.
- Formuła 1 – Jenson Button wywalczył pierwsze w tym sezonie pole position do Grand Prix Kanady. Na drugim miejscu, ze stratą 0,258 sekundy do Brytyjczyka uplasował się obrońca tytułu, Niemiec Michael Schumacher. Lider klasyfikacji generalnej, Fernando Alonso był trzeci.

## 10 czerwca2005
- Formuła 1 – Pedro de la Rosa, kierowca testowy stajni Team McLaren uplasował się na pierwszej pozycji po piątkowych treningach przed Grand Prix Kanady. Drugi czas uzyskał kolejny kierowca testowy, tym razem z zespołu Toyota, Ricardo Zonta. W pierwszej ósemce znaleźli się jeszcze: lider klasyfikacji generalnej, Fernando Alonso, kierowcy stajni McLaren, Juan Pablo Montoya i Kimi Räikkönen, drugi kierowca stajni Renault, Giancarlo Fisichella i dwaj kierowcy stajni British American Racing, Jenson Button i Takuma Satō.